# Anthrenoides caatingae
Anthrenoides caatingae är en biart som beskrevs av Urban 2006. Anthrenoides caatingae ingår i släktet Anthrenoides och familjen grävbin. Inga underarter finns listade i Catalogue of Life.